# Netrostoma setouchianum
Netrostoma setouchianum is een schijfkwal uit de familie Cepheidae. De kwal komt uit het geslacht Netrostoma. Netrostoma setouchianum werd in 1902 voor het eerst wetenschappelijk beschreven door Kishinouye. 